# Дарко Радовановић (албум)
Дарко Радовановић је деби албум српског поп-фолк певача Дарка Радовановића, издат 2005. године за Сити Рекордс. Пратеће вокале на албуму су певале Леонтина и Александра Радовић, која је и комплетан аутор песме Нећу. Музику су радили Бане Опачић и Срђан Симић Камба из Дивљег кестена.

## Списак песама
| №   | Назив                | Текст                  | Музика                 | Трајање |  |
| 1.  | Стидим се            | Јелена Трифуновић      | Јелена Трифуновић      |         |  |
| 2.  | Лоша процена         | Александра Милутиновић | Александра Милутиновић |         |  |
| 3.  | Хладна је ноћ        | Бане Опачић            | Бане Опачић            |         |  |
| 4.  | Нећу                 | Александра Радовић     | Александра Радовић     |         |  |
| 5.  | Далеко од истине     | Никола Петровић Бардак | Никола Петровић Бардак |         |  |
| 6.  | Потера               | Страхиња Кнежевић      | Срђан Симић Камба      |         |  |
| 7.  | Само тако            | Страхиња Кнежевић      | Срђан Симић Камба      |         |  |
| 8.  | Недеља               | Бане Опачић            | Бане Опачић            |         |  |
| 9.  | Невера               | Бане Опачић            | Бане Опачић            |         |  |
| 10. | Пријатељи моји брину | Јелена Трифуновић      | Драгана Јовановић      |         |  |
| 11. | Није мени суђено     | Бане Опачић            | Бане Опачић            |         |  |
| 12. | Победила си ти       | Јелена Трифуновић      | Јелена Трифуновић      |         |  |